# Proboscis astoreth
Proboscis astoreth är en fjärilsart som beskrevs av Otto Thieme 1906. Proboscis astoreth ingår i släktet Proboscis och familjen praktfjärilar. Inga underarter finns listade i Catalogue of Life.